# Świętoszów

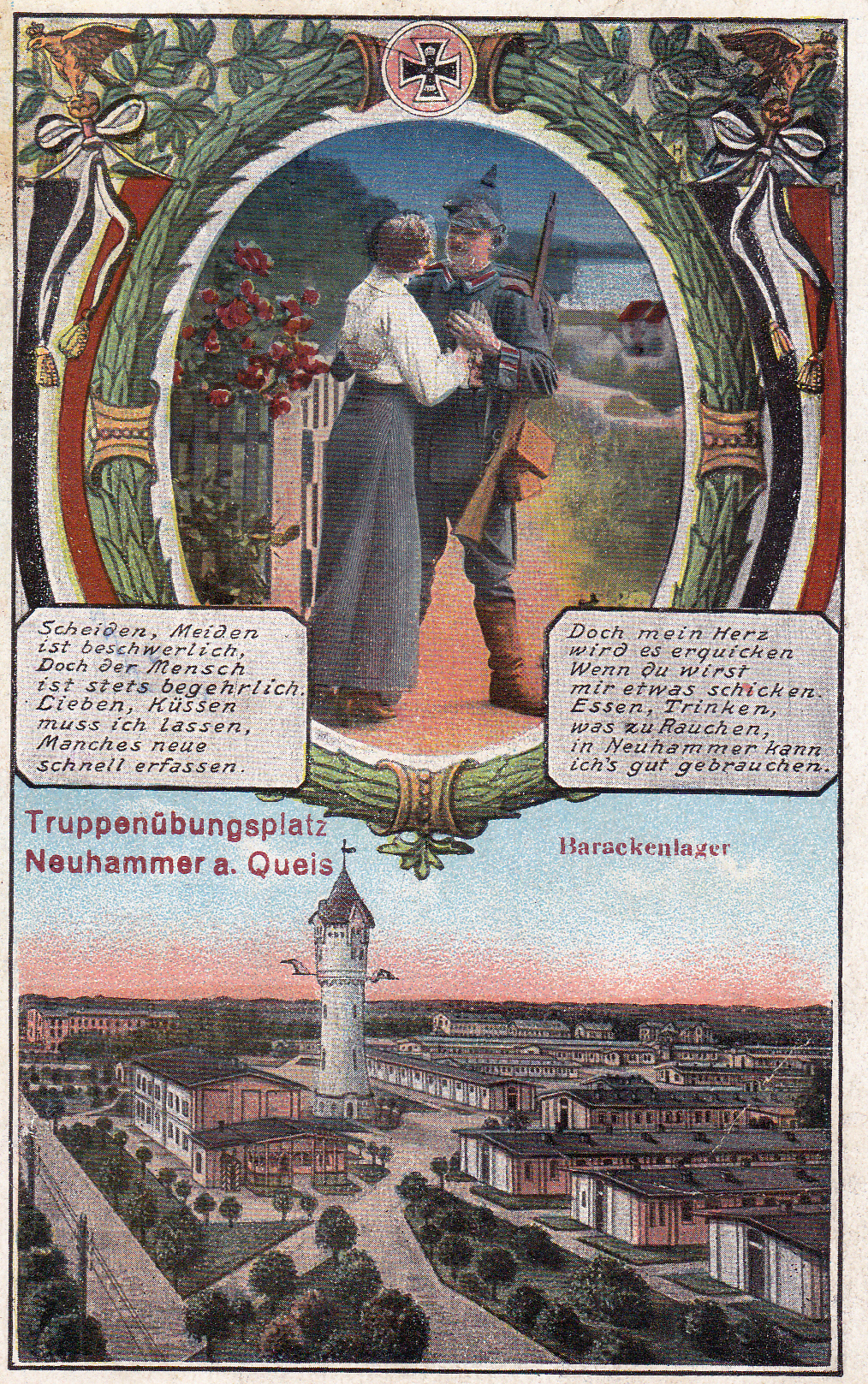
Świętoszów (niem. Neuhammer am Queis). Pocztówka litograficzna wysłana 22 czerwca 1918 z Kłodzka (niem. Glatz). Widoczne zaplecze poligonu (kwatery w barakach) założonego w 1898, w czasie I wojny światowej obóz jeniecki; wieża ciśnień z początku XX wieku, zachowana do czasów współczesnych. W górnej części pocztówki: symboliczny obrazek o tematyce patriotycznej - żołnierz pruski. Wydawca: H.L.B.

Świętoszów (do 1945 niem. Neuhammer am Queis) – wieś w Polsce położona w województwie dolnośląskim, w powiecie bolesławieckim, w gminie Osiecznica, na terenie Borów Dolnośląskich, nad rzeką Kwisą, 120 km od centrum Wrocławia.

## Podział administracyjny
W latach 1945–1954 wieś była siedzibą gminy Świętoszów. W latach 1975–1998 miejscowość administracyjnie należała do województwa jeleniogórskiego. 1 stycznia 2001 administracyjnie zmieniła typ z osady na wieś.

## Demografia
Jest największą miejscowością gminy, liczącą 2036 mieszkańców (III 2011 r.).

## Edukacja i sport
W Świętoszowie znajduje się Zespół Szkół im. Unii Europejskiej (publiczna szkoła podstawowa i gimnazjum) oraz działa, od roku 2000, Piłkarski Klub Sportowy Twardy Świętoszów, który rozgrywał mecze w III lidze dolnośląsko-lubuskiej i wycofał się z rozgrywek po 3. kolejce sezonu 2011/12.

## Historia
Początki miejscowości nie są do końca wyjaśnione, jednak można się domyślać, że powiązane były z rozwojem hutnictwa. W prymitywnych piecach hutniczych wytapiano tutaj już od wczesnego średniowiecza. Pod koniec XIX w. nastąpiła zmiana charakteru miejscowości. Za sprawą rodu Dohnów w 1898 w rejonie Świętoszowa powstał poligon wojskowy, który dynamicznie rozwijał się do końca I wojny światowej. W latach 1914–1941 funkcjonował tu obóz jeniecki, w którym przetrzymywano żołnierzy Cesarskiej Armii Rosyjskiej, a po 1918 powstańców śląskich. 

### Wiek XX
Po dojściu NSDAP do władzy w roku 1933 teren poligonu powiększono do tego stopnia, że w czasie II wojny światowej należał do największych na terenie Niemiec.
W okolicach Świętoszowa utworzono w czasie I wojny światowej obóz dla jeńców rosyjskich. Według źródeł w roku 1919 było ich 33 000. Kilkakrotnie więcej jeńców przetrzymywano podczas II wojny światowej (samych Rosjan było ok. 120 tys.) w Stalagu VIII E Neuhammer. Stalag był utworzony dla jeńców polskich i francuskich. Następnie byli tu jeńcy radzieccy, z których co najmniej 50 000 zmarło z głodu i chorób. W momencie wyzwolenia obozu, 13 lutego 1945, przy życiu zostało ich zaledwie 200. Dziesięć dni później zostali rozstrzelani przez funkcjonariuszy NKWD jako rzekomi zdrajcy ZSRR. Dawny niemiecki obóz jeniecki do 1954 funkcjonował jako więzienie NKWD o zaostrzonym rygorze.
W pierwszej połowie kwietnia 1945 nastąpiło przegrupowanie 2 Armii WP z rejonu Brzeg Dolny-Żmigród-Oleśnica nad Nysę Łużycką. Jednostki armii posuwały się trzema marszrutami. Północna prowadziła przez Żmigród-Chobienię-Polkowice-Przemków-Świętoszów. Od 9 do 15 kwietnia w Świętoszowie znajdowało się Kwatermistrzowskie Stanowisko Dowodzenia 2 Armii, a w rejonie tej miejscowości 64 Armijny Skład MPS.
Po zakończeniu działań wojennych garnizon zajęła Armia Czerwona. Do 1992 stacjonowała w nim 20 Zwienigorodzka Dywizja Pancerna.
Na podstawie dekretu PKWN z 31 sierpnia 1944 zostały utworzone miejsca odosobnienia, więzienia i ośrodki pracy przymusowej dla „hitlerowskich zbrodniarzy oraz zdrajców narodu polskiego”. Obóz pracy nr 175 Ministerstwo Bezpieczeństwa Publicznego utworzyło w Świętoszowie.
Wieś jest siedzibą Nadleśnictwa Świętoszów Lasów Państwowych.
18 maja 1992 dowódca Północnej Grupy Wojsk Armii Radzieckiej gen. płk Wiktor Dubynin uroczyście przekazał poligon dowódcy Śląskiego Okręgu Wojskowego gen. dyw. Tadeuszowi Wileckiemu, a miejscowość powróciła na mapy cywilne. Pod koniec 1992 na poligonie rozlokował się 120 Pułk Zmechanizowany, przeformowany w 1995 w 10 Brygadę Kawalerii Pancernej, która od 2000 nosi imię gen. Stanisława Maczka.
Od stycznia 2017 w Świętoszowie stacjonują wojska NATO z amerykańskiej 3 Pancernej Brygadowej Grupy Bojowej 4 Dywizji Piechoty.

## Garnizon Świętoszów
1 stycznia 2011 w garnizonie Świętoszów stacjonowały następujące jednostki i instytucje Wojska Polskiego:
- 10 Brygada Kawalerii Pancernej im. gen. broni Stanisława Maczka w Świętoszowie,
- Placówka Żandarmerii Wojskowej w Świętoszowie,
- Węzeł Łączności Świętoszów - Regionalny Węzeł Łączności we Wrocławiu,
- Parafia wojskowa św. Floriana w Świętoszowie,
- Wojskowa Administracja Koszar Świętoszów,
- Klub Garnizonowy Świętoszów,
- Ośrodek Szkolenia Poligonowego Wojsk Lądowych Żagań im. gen. dyw. Zbigniewa Ohanowicza w Dobrem nad Kwisą.

Dowódca 10 BKPanc był dowódcą garnizonu Świętoszów. Terytorialny zasięg właściwości dowódcy garnizonu obejmował południową część powiatu żagańskiego (gmina Iłowa oraz obręby: Trzebów, Dobre nad Kwisą, Łozy, Żaganiec z gminy Żagań) i północną część powiatu bolesławieckiego (gmina Osiecznica oraz obręby: Golnice, Parkoszów, Krępnica, Kliczków, Trzebień Mały, Pstrąże, Kozłów z gminy Bolesławiec).
W połowie 2011 został sformowany 43 Wojskowy Oddział Gospodarczy w Świętoszowie, który między innymi przejął zadania zlikwidowanych Wojskowych Administracji Koszar w Świętoszowie i w Dobrej nad Kwisą. 30 czerwca 2011 została rozformowana Placówka Żandarmerii Wojskowej w Świętoszowie. Z dniem 1 stycznia 2012 Regionalny Węzeł Łączności Wrocław został przeformowany w Region Wsparcia Teleinformatycznego we Wrocławiu. W strukturze organizacyjnej nowo powstałej jednostki znalazł się Węzeł Łączności Świętoszów.
1 czerwca 2012 weszło w życie rozporządzenie Ministra Obrony Narodowej z dnia 25 kwietnia 2012 r. zmieniające rozporządzenie w sprawie utworzenia garnizonów oraz określenia zadań, siedzib i terytorialnego zasięgu właściwości ich dowódców. Na mocy tego rozporządzenia między innymi zniesiony został garnizon Świętoszów. Dowódca garnizonu Świętoszów został zobowiązany do przekazania, w terminie 30 dni, swoich obowiązków dowódcy garnizonu Żagań.
Aktualnie w Świętoszowie mają swoją siedzibę następujące instytucje i jednostki wojskowe:
- 10 Brygada Kawalerii Pancernej im. gen. broni Stanisława Maczka, (JW 2399) w Świętoszowie przy ul. Sztabowej 1,
- Klub 10 BKPanc w Świętoszowie przy ul. Ułańskiej 8,
- 43 Wojskowy Oddział Gospodarczy (JW 5350) w Świętoszowie przy ul. Sztabowej 1,
- Region Wsparcia Teleinformatycznego Wrocław, Węzeł Teleinformatyczny Świętoszów przy ul. Sztabowej 9,
- Parafia Wojskowa pw. św. Floriana w Świętoszowie przy ul. Kościelnej 2.